# 南陵県
南陵県（なんりょう-けん）は、中華人民共和国安徽省蕪湖市に位置する県。長江の支流・青弋江が流れる。

## 行政区画
- 鎮:籍山鎮、許鎮鎮、弋江鎮、三里鎮、何湾鎮、工山鎮、煙墩鎮、家発鎮